# Культура Індії

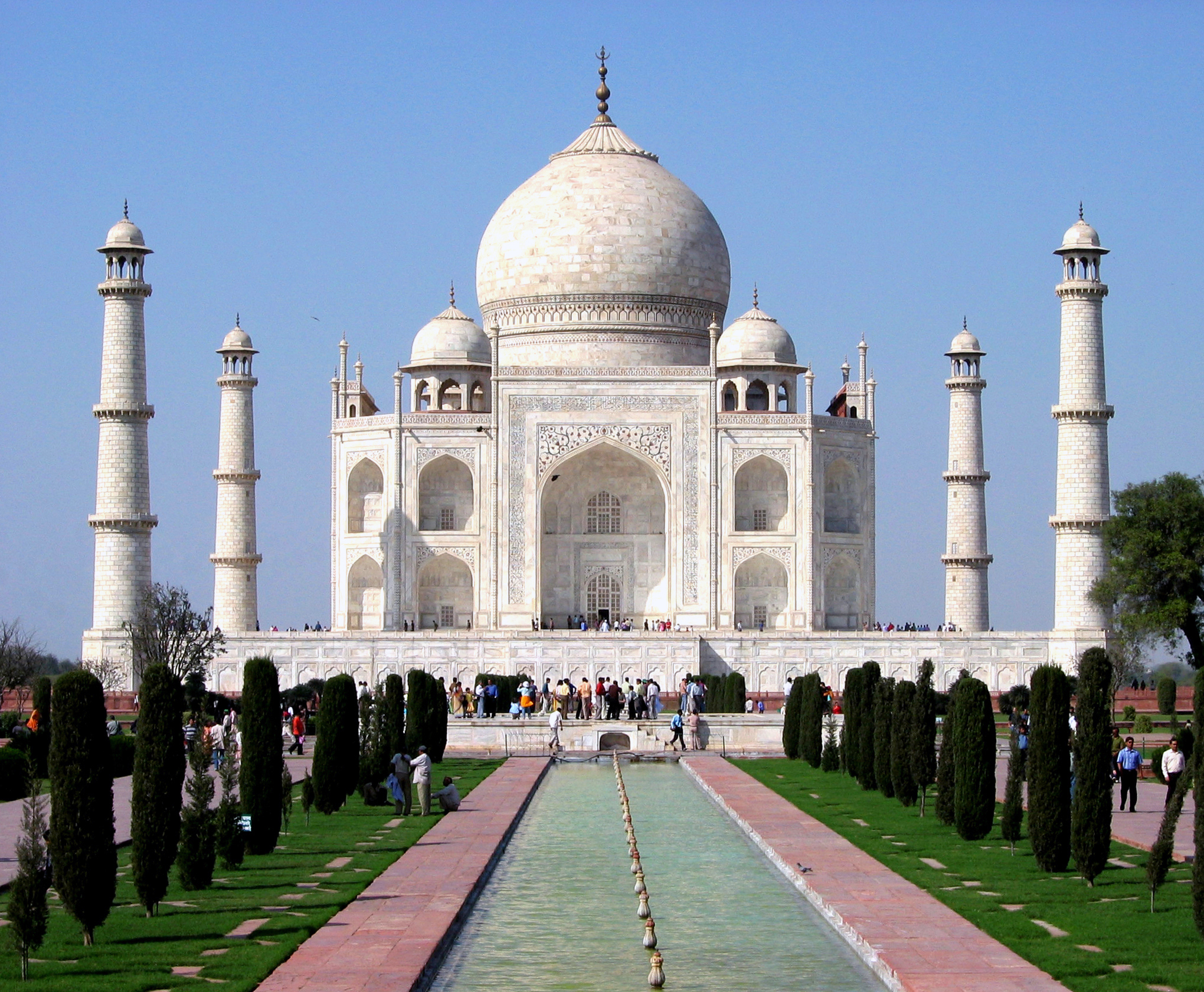
Тадж-Махал — один з символів Індії

Індійська культура є однією з найстаріших і найрізноманітніших культур світу. Це має вирішальне значення для всієї Південної і Південно-Східної Азії. Вірування й релігії відіграють в Індії значну роль, це країна походження кількох світових релігій (індуїзм, буддизм, джайнізм, сикхізм) які своїм впливом формували культуру цієї країни. Майже незліченна мовна різноманітність і численні народності також впливали на специфіку та культурні особливості Індії. Країна не Навфекк й поза загальними світовими тенденціями завдяки впливу ісламу та через європейські колоніальні держави, котрі також залишили свій слід в культурі Індії.

## Музика
Індійська музика є однією з найдревніших і самобутніших музичних культур. Важливий етап розвитку індійської музики пов'язаний з найдавнішими літературними пам'ятниками — Ведами, насамперед з хвалебними Сама-ведами. Сполучення музичних звуків розглядалися давньоіндійськими мислителями як енергія космосу і життя, та втілення ритмів розвитку Всесвіту.
Класична індійська музика представлена традиціями карнатак і хіндустані. Вона відрізняється самобутньою системою ладів, які називаються рагами, причому рага розглядається не стільки як певна система звуковисотностей, скільки виражає взаємозв'язок природних, емоційно-психологічних та музичних законів. При цьому в індійській музиці існують лади, що поділяють октаву на інтервали менше за півтон (до 25 ступенів). Багатоманітний народний інструментарій індійців, що охоплює різноманітні духові та струнні інструменти, найвідомішими з яких стала ситара.
Народна музика важлива для збереження ідентичності численних народів Індії. У період мусульманського завоювання індійська музика увібрала й асимілювала ряд традицій й інструментів арабської музики, а в період європейського колоніального панування — елементи й інструменти музики Європи. Попри це у XX столітті зусилля багатьох індійських музикантів були спрямовані на збереження і примноження національних традицій. Було відкрито ряд спеціалізованих науково-освітніх установ, зокрема Делійська академія музики, танцю і драми (Санґіт Натак Академі), Національний центр виконавських мистецтв в Бомбеї, Мадраська музична академія. Індійська музика стала одним зі значних компонентів музичної розмаїтості загальносвітової культури, її вплив яскраво проявився у творчості Джона Колтрейна, Джорджа Харрісона та інших музикантів.

## Кіно
Індійська кіноіндустрія є найбільшою у світі, а її головний кінематографічний майданчик знаходиться в Болівуді в мегаполісі Мумбаї, тут продукуються комерційні фільми на гінді і вона є найпліднішою кіностудією у світі. Але ще й по всій країні розкинулися національні й дуже продуктивні студії, які творять свої фільми на національних й поширених мовах всієї Індії — розвиваючи тим самим культурне й мовне різноманіття Індії. Крім того, авторського кіно Індії також здобуло визнання, особливо в світовому кінематографі. Є два всесвітньо відомих бенгальських режисерів Сатьяджит Рай (Satyajit Ray) та Мрінал Сен (Mrinal Sen).
Але Кіно, поза сумнівом, один з найважливіших елементів сучасної популярної культури в Індії. Більше ніж 1000 кінострічок в році така продуктивність індійської кіноіндустрії, безперечно, найбільшої у світі. В кінострічках відображаються культурні, мовні особливості країни, національна різноманітність й сучасний стан все це відображено в цьому жанрі мистецтва. Шахрух Хан (Shahrukh Khan), Амітаб Баччан (Amitabh Bachchan) і Рані Мукерджи (Rani Mukerji) є популярними і відомими акторами Болівуду.
Основні риси та особливості популярних фільмів спостерігаються в усіх регіональних кіностудіях. Часто це більше трьох годин плівки, в якій міститься багато музики і танцювальних сцен, без яких цей комерційний фільм не буде довершений. Іноді саундтреки до фільмів випускають заздалегідь, і вони доволі часто стають самодостатнім продуктом, що зразу символізує, що фільм буде приречений на успіх, що швидше за все, це буде «болівудський блокбастер». Від артистів очікується, що вони будуть багато танцювати, та виконуватимуть багато вокальних номерів, які виконуватимуть актори чи здебільшого професійні співаки. А також впадає в очі поєднання комічних, романтичних, драматичну сцен і елементи «болівудського вестерну». Хоча в останні роки індійське кіно почало завойовувати й світовий ринок, тому деякі їх твори почали походити на світові взірці цього мистецтва. Підтвердженням тому стали численні премії та призи в різних номінаціях на світових кіно-форумах.

## Визначні місця
- Мадрас: урядовий музей; національна картинна галерея.
- Варанасі: музей Сарнат; 1500 храмів, головний — Золотий Храм; масові купання в Гангу.
- Вріндаван: «місто п'яти тисяч храмів», місце, де народився Крішна. Чудова архітектура, місце паломництва кришнаїтів усього світу.
- Калькутта: музей Індії; технологічний музей Бірла;меморіал Вікторії у парку Майдан; Радж-Бхаван (будинок уряду); собор Святого Павла; Індійський ботанічний сад.
- Бомбей: музей Західної Індії; парк Вікторія Гарднз із зоопарком; печери Канхері з барельєфами II—IX стст.; кілька храмів VII ст.
- Аґра: мавзолей Тадж-Махал; Перлинна мечеть (XVII ст.); мармуровий мавзолей Джахангрі-Махал, Червоний форт.
- Каджураху: храми кохання Кама-Сутра.
- Патна: сикхські храми.
- Делі: національний музей, Червоний форт (1649); Велика мечеть; Зал громадських прийомів Великих Моголів; палац Ранг-Махал; Перлинна мечеть; башта XII ст. Кутб-Мінаре, там же нержавіюча століттями металева колона — одне з чудес світу; зоопарк.
- Джайпур: астрологічна обсерваторія.
- Амрітсара: Золотий Храм сикхів, оточений священним водоймищем безсмертя.
- Корбетт (Уттар-Прадеш) — передгір'я Гімалаїв; солончакові ліси і рівнини. Фауна: тигри, слони, леопарди і різні птахи.
- Дадва (Уттар-Прадеш) — на кордоні з Непалом. Тут водяться тигри, ведмеді-губачі і пантери.
- «Квіткова долина» (Уттар-Прадеш) — під час цвітіння цей «сад на даху світу», що знаходиться на висоті 3500 м, осліплює пишним різноцвіттям.
- Сариска (Раджастхан) — ліс і відкриті рівнини. Самбар (найбільший з індійських оленів), четал (плямистий олень), нілгаї (індійська антилопа), чорний олень, леопард, тигр.
- Рантхамбхор (Саваї-Мадхопур — Раджастхан) — горбисті ліси, рівнини і озера. Самбар, чінкара (індійська газель), тигр, ведмідь-губач, крокодили і перелітні водоплавні птахи.
- Бандавгарі (Мадхья-Прадеш) — у горах Віндья. У парку різноманітна фауна, включаючи пантер, самбарів і гаурів.
- Бхаратпур (пташиний заповідник Кеолоадео Гана) (Раджастхан) — найвідоміший пташиний заповідник Індії. Тут безліч унікальних водоплавних птахів, велика кількість мігрантів з Сибіру і Китаю; журавлі, гуси, чаплі, змієлови тощо.
- Канха (Мадхья-Прадеш) — солончакові ліси і савана. Єдине місце, де мешкає барашингха (болотне оленя); крім того, зустрічаються тигр, четал, гаур (індійський бізон), мавпи.
- Шивпури (Мадхья-Прадеш) — відкриті ліси і озеро. Фауна: чінкара, чоусінгха (чотирирога антилопа), нілгаї, тигр, леопард, водоплавні птахи.
- Казіранга (Ассам) — луки й болота. Фауна: індійський однорогий носоріг, водяний бик, тигр, леопард, слон, олені, різні пернаті. Можливе пересування по парку на слонах.
- Заповідник Манас (Ассам) — на кордоні з Бутаном. Тропічний ліс, савану і річні береги населяють носоріг, водяний бик, тигр, слон, золотий лангур, водоплавні птахи. Дозволено рибалити.
- Заповідник тигрів Паламау (Біхар) — кам'янисті і лісисті пагорби. Тигр, леопард, слон, самбар, дика тропічна кішка, макака резус, рідко — вовк.
- Хазарібаг (Біхар) — солончаки і лісисті горби. Самбар, нілгаї, четал, тигр, леопард, рідко — мунтджак (великий гавкаючий олень).
- Заповідник тигрів Сундербанс (Західна Бенгалія) — мангрові ліси. Тигр, річкова кішка, олень, крокодил, дельфіни, різноманітні пернаті.
- Заповідник Джалдапара (Західна Бенгалія) — тропічний ліс і савана. Носоріг, слон, різні пернаті.
- Заповідник тигрів Сіміліпал (Орісса) — великий солончаковий ліс. Тигр, слон, леопард, самбар, четал, олень-мунтджак і оленя.
- Заповідник Періяр (Керала) — велике штучне озеро. Слон, гаур, дикий собака, чорний лангур, бобри, черепахи; численні види пернатих, включаючи птаха-носорога і водяну сову.
- Заповідник водоплавної птиці Ведантхангал (Тамілнад) — одне з наймальовничіших масових місць гніздування в Індії. Бакланові чаплі, лелеки, пелікани, чомгі тощо.
- Пташиний заповідник Пойнт-Калімер (Тамілнад) — в першу чергу відомий своїми фламінго. Є чаплі, чирки, кроншнепи, ржанки і чорні козли та кабани.
- Пташиний заповідник Пулікат (Андхра-Прадеш) — фламінго, сірий пелікан, чапля, крачка.
- Данделі (Карнатака) — парк населений бізонами, пантерами, тиграми і самбарами.
- Національний парк Джавхар включає національні парки Бандіпур і Нагархол (Карнатака) та заповідники Мудумалай (Тамілнад) і Ваянад (Керала) — густий змішаний ліс. Найбільша популяція слонів в Індії; леопард, гаур, самбар, олень-мунтджак і гігантська білка. Серед птахів — індійська зозуля, барбет і трогон.
- Крішнагірі Упаван (Махара-штра) — відомий раніше як Борівілі, цей заповідник охороняє важливу природну зону біля Бомбея. Печери Канхері, озера Віхар, Тулсі і Поварі. Водоплаваючі птахи і дрібні ссавці.
- Тароба (Махараштра) — тиковий ліс і озеро. Тигр, леопард, нілгаї, гаур. Нічні огляди.
- Сасангір (Гуджарат) — лісисті рівнини та озеро. Єдине місце мешкання азійського лева; також самбар, чоусінгха, нілгаї, леопард, чінкара і дикий вепр.
- Пташиний заповідник Нал Саровар (Гуджарат) — озеро. Перелітні водоплаваючі птахи, включаючи фламінго.
- Заповідник «Малий Качський Ранн» (Гуджарат) — пустеля. Стада кура (індійського дикого осла), вовк, каракал.
- Велвадар (Гуджарат) — савана Нової дельти. Велика концентрація чорних козлів.